# Darling Downs
Koordinaten: 27° 33′ S, 151° 59′ O
Die Darling Downs ist eine landwirtschaftlich geprägte Region an den westlichen Ausläufern der Great Dividing Range im südlichen Queensland, Australien. Das Gebiet liegt westlich der Region South East Queensland und ist eine der elf Regionen von Queensland.
Das Gebiet ist durch einen frühen Entdecker Australiens Allan Cunningham nach dem Gouverneur Ralph Darling benannt worden.

## Geographie
Auf dem Hügelland der Darling Downs werden verschiedene Gemüsearten, Bohnen, Baumwolle, Weizen, Gerste und Sorghumhirsen angepflanzt. Zwischen dem Farmland erstrecken sich lang angelegte Straßen, Gebüsche, mäandernde Flüsse und Viehherden. In dieser Landschaft gibt es Farmen mit Herden von Fleischrindern und Milchkühen, Schweinen, Schafen und Lämmern. Andere typische Landschaftsbilder werden von Bewässerungssystemen, Windmühlen, die Pumpen antreiben und Wasser aus dem Great Artesian Basin pumpen, Leichtflugzeugen, die Felder besprühen, alten Schafschererhütten und weiteren vereinzelten Relikten der vergangenen Epoche der frühen Zeit der europäischen Entdeckung und Besiedlung geprägt.

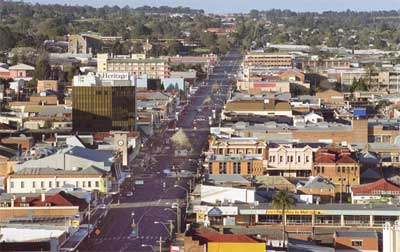
Die Innenstadt von Toowoomba, der größten Stadt der Darling Downs

Die größte Stadt und das kommerzielle Zentrum der Darling Downs ist Toowoomba, etwa 132 km westlich von Brisbane.
Andere Städte in der Downs sind Dalby, Warwick, Roma, Oakey, Mitchell, Pittsworth, Allora, Clifton, Cecil Plains, Drayton, Millmerran, Nobby und Chinchilla im Westen.

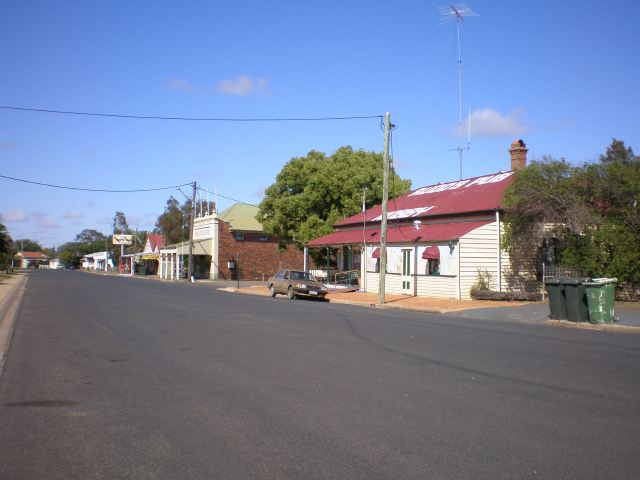
Eine breite Straße in der kleinen Stadt Nobby

Die Darling Downs sind das Entwässerungssystem von Condamine River und Maranoa River wie auch ihrer Nebenflüsse. An der Nordgrenze der Downs befinden sich die Bunya Mountains und der Bunya-Mountains-Nationalpark. Die Region, die im Norden liegt, ist South Burnett und Maranoa im Westen. Ein Gebiet der westlichen Downs liegt im Suratbecken, ein Gebiet des australischen Kohlebergbaus. Weiter in Richtung der Küste erheben sich die Berge der Scenic Rim, in denen sich die Quellen des westwärts fließenden Condamine River befinden.

### Southern Downs
Teile der Darling Downs, in denen sich die Städte Allora, Clifton, Warwick, Killarney und das Felsengebiet im Süden, der Granite Belt befinden, werden als Southern Downs bezeichnet. Die Southern Downs sind als Region als Interim Biogeographic Regionalisation for Australia eingeordnet. Der Begriff wird auch zur Definition der politischen Grenzen benutzt und zur touristischen Werbung. Der Dumaresq River und der Macintyre River befinden sich in der Region.

## Geschichte
Ursprünglich waren die Darling Downs mit einheimischen Süßgräsern bewachsen, die acht Monate lang eine ideale Nahrungsquelle für Viehherden sind. Die Aborigines von den Darling Downs brannten das Gras früher einmal jährlich ab, wenn es Samen trug und trocken war. Das jährliche Abbrennen gab den lokalen Aborigines den Namen Goonneeburra oder Fire Blacks – goonnee ist der Name für Feuer und burra ein ursprünglicher Name der dortigen Aborigines-Stämme. Die indigenen Stämme, die auch als Coast Blacks bekannt waren, lebten im Gebiet der Moreton Bay. Murri ist ein Wort, das die Stämme der Kamabroi bezeichnet. Die Downs-Stämme sprachen einen gemeinsamen Dialekt, der Waccah genannt wurde und deswegen waren sie allen sie umgebenden Stämmen als die Wacca-burra bekannt. Die Goonnee-burra waren früher dort beheimatet, wo sich heute Warwick befindet.

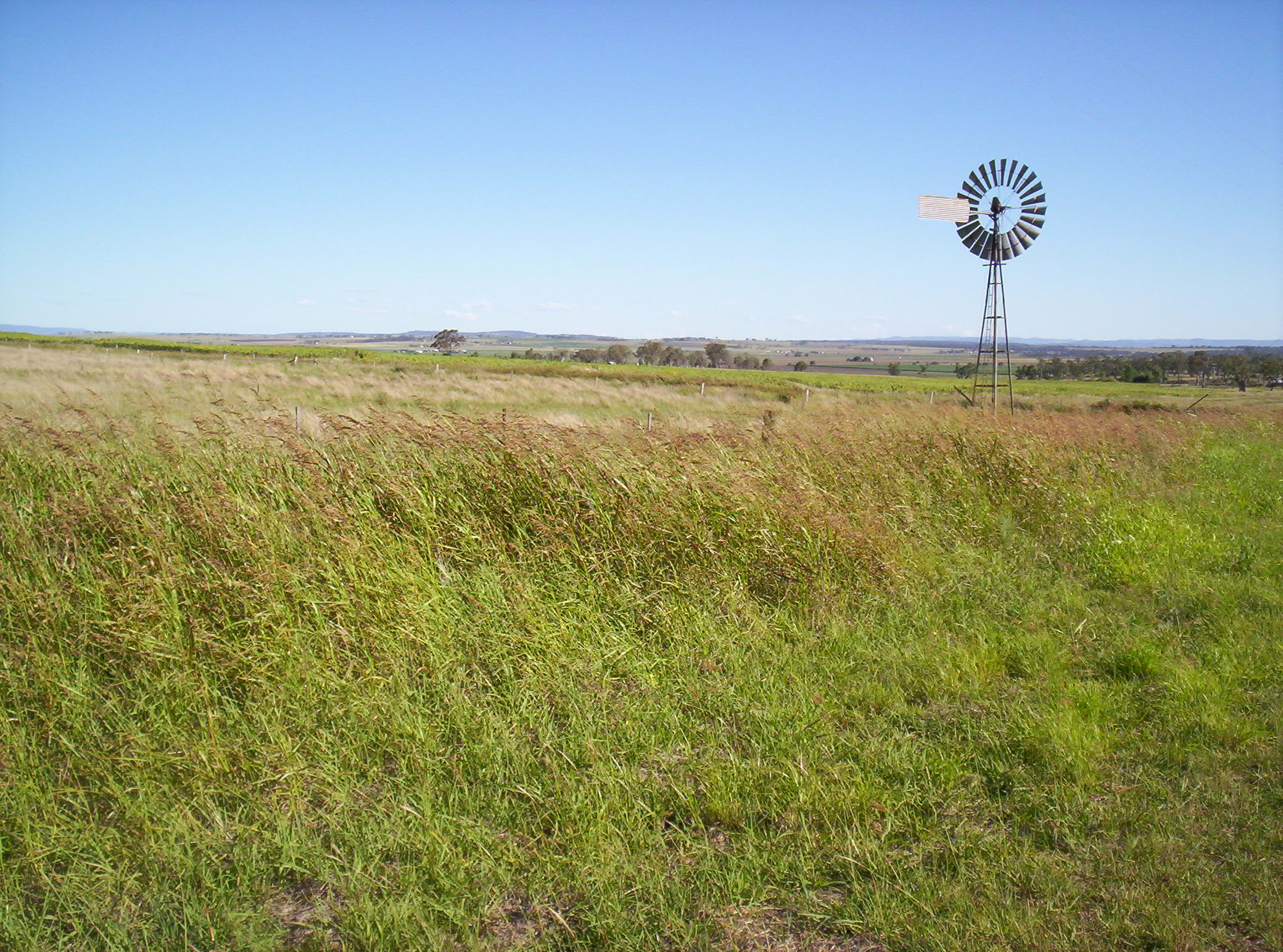
Windmühle auf den Darling Downs

Cunninghams Gap und die Darling Downs wurden erstmals von Allan Cunningham und Charles Frazer in 1827 entdeckt. Cunningham kam 1828 zu einer weiteren Untersuchung in das Gebiet, um einen Weg zur Küste zu finden, was damals noch nicht gelang, als Australien noch eine Strafkolonie war. Cunningham erklomm die Spitze des Mount Dumaresq, nahe am heutigen Maryvale, und schrieb danach in sein Tagebuch, dass das üppig mit Gras bewachsene Gebiet sich bestens für eine Besiedlung eignet. Für die ursprünglichen Darling Downs wählte Allan Cunningham den Namen des Gouverneurs Darling. Das damalige Gebiet erstreckte sich 100 Meilen weit, so weit das Auge vom Mount Dumaresq blickte. Ludwig Leichhardt sah 1844 die Reste des Camps mit Spuren von weißen Männern auf dem Bergrücken und Stahläxte.
Die Neuigkeit über das fruchtbare Landschaft verbreitete sich schnell. Die Zuwanderung entwickelte sich und die Regierung der entfernten Kolonie New South Wales fand keine Möglichkeit diese einzudämmen. Patrick Leslie war der erste Europäer, der sich 1840 auf den Darling Downs niederließ und 1846 Eigentum für die Schafzucht bei Canning Downs beim Condamine River erhielt. Glengallan Homestead, Talgai Homestead, Pringle Cottage und Rosenthal Homestead waren weitere befestigte Residenzen, die auf den südlichen Downs entstanden. 1854 siedelte Charles Douglas Eastaughffe in diesem Gebiet. Die Spicers Gap Road öffnete das Gebiet in den 1850er Jahren für die weitere Besiedlung. Später ermöglichte die Queensland Rail und das Transportunternehmen Cobb & Co die weitere  Erschließung der Region. Gold wurde zu dieser Zeit dort gefunden, jedoch eröffnete die landwirtschaftliche Aktivität den Boom in diesem Gebiet.
Der für die politische Arbeiterbewegung bedeutende Schafscherer-Streik (1891) begann in der Jondaryan-Schafzuchtstation.
Eine ernsthafte Trockenheit in den Darling Downs entstand in den Jahren 1994/1995 als der Condamine River versiegte.

## Infrastruktur
Der New England Highway, Gore Highway und  Warrego Highway durchqueren die Region. Wasser wird im Leslie-Staudamm, Storm-King-Staudamm und Glenlyon-Staudamm gestaut. Der Lake Broadwater ist der einzige natürliche See.
Die Queensland Gas- und Ölpipeline und die von Roma nach Brisbane, Australiens erste Naturgas-Pipeline, durchqueren die Region von Westen nach Osten. Es gibt mehrere Kohlenbergwerke und mehrere Kohlen-Kraftwerke in den Downs: das Millmerran-Kraftwerk, Oakey-Kraftwerk, Darling-Downs-Kraftwerk und Kogan-Creek-Kraftwerk.
Vor der europäischen Besiedlung waren viele Gebiete in den Darling Downs wuchernde Wildnis, beispielsweise um den Ma Ma Creek. Reichhaltige sumpfige Feuchtgebiete beherbergten viele Tierarten, die heute nicht mehr in den Darling Downs leben. Die Darling-Downs-Hüpfmaus und der Paradiespapagei starben aus, nachdem die europäische Viehwirtschaft begonnen hatte.
Der Dingo Fence beginnt Jimbour und durchquert das Land bis zur Great Australian Bight.

## Tourismus
Die Region ist bei Touristen beliebt, da sie zahlreiche Natur- und Geschichtsattraktionen enthält, einschließlich des Goomburra State Forest, Cunninghams Gap, Spicers Gap und die Queen Mary Falls bei Killarney im Main-Range-Nationalpark.

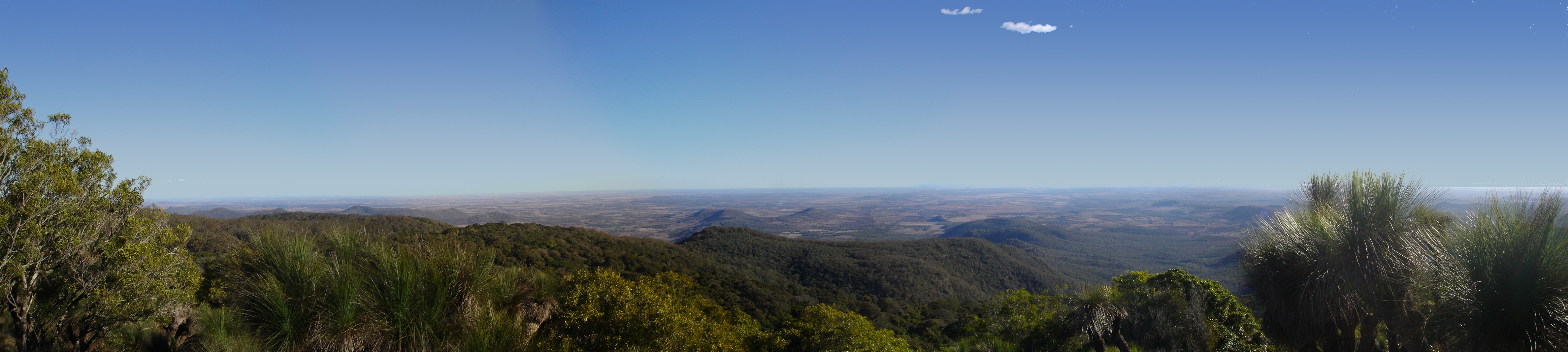
Darling Downs von den Bunya Mountains betrachtet.

Die Stadt Jandowae errang Berühmtheit dadurch, dass sie Land für AUD 1 anbot. Sie wollte Residenten für ihre Stadt locken, die 2001 weniger als 1000 Einwohner zählte.
Das Cobb & Co Museum in Toowoomba zeigt Pferdefuhrwerke und Material aus der Geschichte von den Darling Downs. Es gibt auch einen kleinen Zoo, den Darling Downs Zoo bei Clifton.
Die Region hat bedeutende Fundstellen von Megafaunafossilien, die noch nicht archäologisch erfasst wurden. Diese reichhaltigen Funde verliehen der Auffassung Gewicht, dass die Menschen nicht die Ursache für das Aussterben der Megafauna waren.

## Fiktion
Steele Rudd (Arthur Davis) schrieb eine Comicserie über das Landleben. Das erste Buch On Our Selection (1899)  beschreibt das Leben von Vater, Mutter und Dave Rudd am Snake Gully. Die Rudds besaßen vier (oder sechs) Acres an einem Schaftrail in den Darling Downs. Sie kamen auch in Film- und Radioserien vor.